# 奥殿藩
奥殿藩（おくとのはん）は、三河国額田郡の奥殿陣屋（愛知県岡崎市奥殿町）に藩庁を置いた藩。領地は三河国額田郡・加茂郡（現在の愛知県岡崎市）のほか信濃国佐久郡（現在の長野県佐久市）に存在し、信濃国の領地の方が大きかった。藩庁は何度か移転しており、江戸時代初期の立藩時には加茂郡の大給陣屋、幕末期には信濃国の龍岡城（田野口陣屋）に置かれた。大給藩（おぎゅうはん）、田野口藩（たのくちはん）・龍岡藩（たつおかはん）についても、実質的に同一の藩であることからこの記事で記述する。
大給藩としての立藩より幕末まで石高（1万6000石）は変わらず、一貫して松平家（大給松平家）が支配した。

## 藩史

### 大給藩
大給松平家は徳川家康の5代前の松平家当主・松平親忠の次男・松平乗元より始まる一族で、代々松平宗家に譜代の家臣として仕えた。第5代当主・松平真乗の次男で徳川秀忠に仕えた松平真次は、大坂の陣の功などにより加増を受ける際、知行地として先祖ゆかりの三河加茂郡大給（現在の愛知県豊田市）を望み、6000石の旗本としてこの地に陣屋を構えた。真次の子・松平乗次は、大坂定番となって摂津国・河内国・丹波国などで1万石を加増され、1万6000石の大名となった。
宝永元年（1704年）、第3代藩主・松平乗真の代に、近畿地方など領地1万2000石に代り、信濃国佐久郡田野口に同石高の領地が与えられた。また乗真は、大給が山間にあって交通の便も悪く手狭となったことを理由とし、正徳元年（1711年）4月28日、藩庁を領内の奥殿に移転した。

### 奥殿藩
奥殿移転後も、享保年間には矢作川の洪水、飢饉を原因とする年貢半減を求める強訴などが起こった。天明年間にも天候不順から凶作となり、そのために藩内で暴動が起こった。
このような中で第7代藩主となった松平乗利は有能な名君で、90歳以上の者に対しては長寿を称えるということから毎年、米を100苞与えた。さらに文武を奨励して演武場、藩校・明徳館などを創設している。天保4年（1833年）の凶作時には、窮民に対する救済も万全に行なうなど、他の歴代藩主と比較して賞賛されるほどの藩政を行なっている。
乗利の跡を継いだ松平乗謨（のりかた）のもとで幕末期を迎える。幼少より学問を好んだ乗謨は、海陸御備向を経て、文久3年（1863年）1月に大番頭に、同年8月には若年寄に抜擢された。
文久3年（1863年）、乗謨は信濃国への陣屋移転・新築許可を江戸幕府から得る。奥殿藩の領地の大部分があった信濃国佐久郡田野口への移転は念願であり、幕府による参勤交代緩和（文久の改革）などを好機と見て届け出たものである。幕末の国内情勢緊迫の中で、東海道沿いにあって動乱に巻き込まれることが懸念される手狭な奥殿から退避する意味もあったという。
なお、三河国の領民の多くはこの移転に反対して、嘆願書を差し出すなど騒動が生じている。

### 田野口藩（龍岡藩）

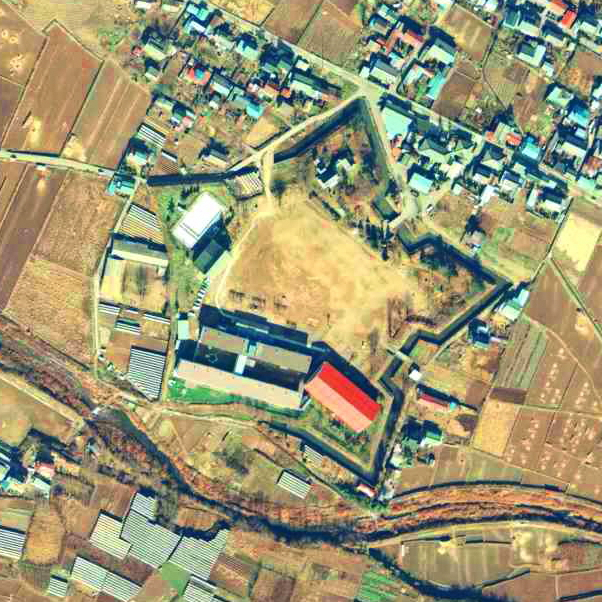
龍岡城

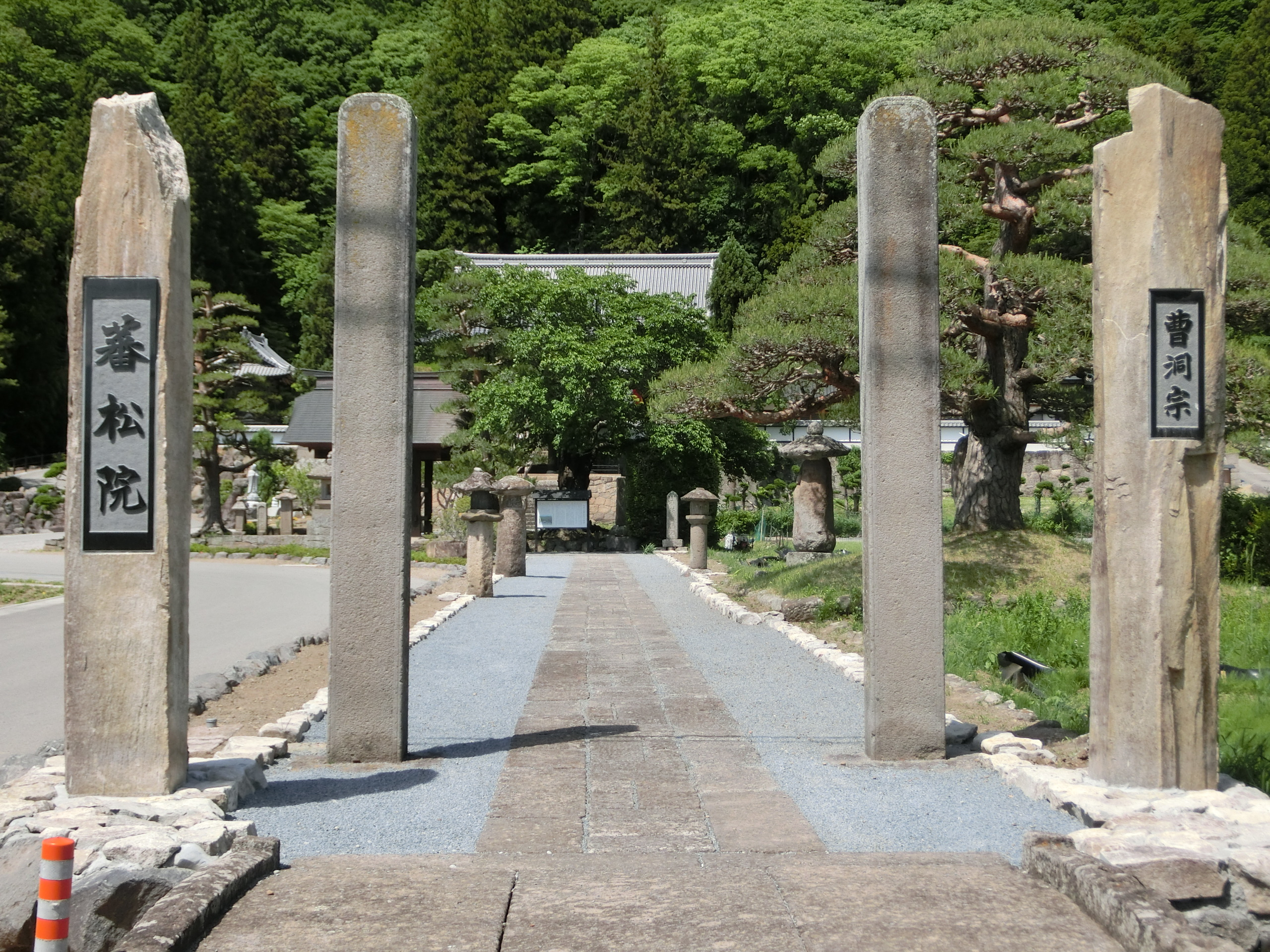
蕃松院

信濃国への藩庁移転後、この藩は田野口藩と呼ばれる。西洋の築城術に関心を寄せていた乗謨は、新しい陣屋を稜堡式城郭（星形要塞）とすることを計画、元治元年（1863年）より田野口村で築城を開始した。田野口陣屋（龍岡城）は、函館の五稜郭とともに日本に2例のみの星形要塞である。慶応3年（1867年）4月には城郭内の御殿が竣工したが、城郭としては未完成のまま明治維新を迎えたという。
藩政においてはいちはやくフランス式の軍制を導入し、龍岡城内に設けた練兵場で訓練を行った。乗謨は、慶応元年（1865年）に陸軍奉行、慶応2年（1866年）に老中・陸軍総裁に任じられ、江戸幕府を支えるために奔走した。
慶応4年（1868年）、戊辰戦争に際し乗謨は陸軍総裁・老中を辞任、新政府に帰順した。新政府軍に参加し、北越戦争で戦死した藩士の墓が蕃松院（佐久市田口）にある。なお、藩の名称は、慶応4年（1868年）5月28日に龍岡藩に改称されている。明治4年（1871年）、財政破綻のために廃藩を申請し、廃藩置県に先立って廃藩となる。
なお、乗謨は明治維新後に大給恒（おぎゅう・ゆずる）と改名、日本赤十字社の前身である博愛社を創設、賞勲局総裁などを務めるなど明治政府の下でも活動した。明治17年（1884年）に子爵、明治40年（1907年）に伯爵に昇った。

## 歴代藩主
松平（大給）家

### 大給藩
譜代。1万6000石。
1. 松平乗次（のりつぐ） 従五位下 縫殿頭
2. 松平乗成（のりなり） 従五位下 縫殿頭
3. 松平乗真（のりざね） 従五位下 縫殿頭

### 奥殿藩
譜代。1万6000石。
1. 松平乗真（のりざね） 従五位下 縫殿頭 【正徳元年4月28日藩主就任－享保元年7月5日死去】
2. 松平盈乗（みつのり） 従五位下 縫殿頭 【享保元年9月5日藩主就任－寛保2年5月21日死去】
3. 松平乗穏（のりやす） 従五位下 石見守 【寛保2年7月13日藩主就任－天明2年11月21日隠居】〔大番頭。二条城在番〕
4. 松平乗友（のりとも） 従五位下 兵部少輔 【天明2年11月21日藩主就任－寛政2年3月6日隠居】
5. 松平乗尹（のりただ） 従五位下 主水正 【寛政2年3月6日藩主就任－享和2年12月2日隠居】〔大坂加番〕
6. 松平乗羨（のりよし） 従五位下 縫殿頭 【享和2年12月6日藩主就任－文政10年8月23日死去】〔大坂加番。大番頭。二条城在番〕
7. 松平乗利（のりとし） 従五位下 石見守 【文政10年10月16日藩主就任－嘉永5年3月5日隠居】〔大坂加番〕
8. 松平乗謨（のりかた） 正四位下 縫殿頭 【嘉永5年3月7日藩主就任－文久3年9月11日移転】〔大番頭。若年寄。海陸御備向掛〕

### 田野口藩（龍岡藩）
譜代。1万6000石。
1. 松平乗謨（のりかた） 正四位下 縫殿頭 〔老中格。陸軍総裁〕

## 幕末の領地
- 信濃国
  - 佐久郡のうち - 24村（長野県に編入）

取出町村 (343石0斗2升4合9勺9才4撮)・跡部村 (627石1斗2升2合9勺8才6撮)・下小田切村 (549石9斗7升3合0勺2才2撮)・湯原新田村 (24石7斗8升1合0勺0才0撮)・大沢新田村 (34石4斗2升3合0勺00撮)・上村新田村 (78石6斗5升6合9勺9才8撮)・中村 (163石4斗0升4合9勺9才9撮)・原村 (497石7斗0升4合0勺1才0撮)・鍛冶屋村 (331石5斗7升50勺1才2撮)・湯原村 (501石9斗6升8合9勺9才4撮)・上海瀬村 (502石2斗5升0合0勺0才0撮)・大沢村 (833石9斗1升1合0勺1才1撮)・平林村 (311石9斗2升3合0勺0才4撮)・三分村 (794石4斗8升9合0勺1才4撮)・入沢村 (1080石2斗7升6合9勺7才8撮)・上村 (510石5斗1升4合0勺0才8撮)・田ノ口村 (1823石5斗0升6合9勺5才8撮)・糠尾村 (279石8斗2升5合9勺8才9撮)・上小田切村 (502石4斗2升4合9勺8才8撮)・下村 (197石0斗9升5合0勺0才1撮)・三塚村 (610石6斗7升9合0勺1才6撮)・沓沢村 (568石6斗5升8合9勺9才7撮)・平井村 (363石0斗7升5合9勺8才9撮)・太田部村 (277石1斗6升9合0勺0才6撮)
- 三河国
  - 額田郡のうち - 7村（伊那県に編入）

桑原村 (108石1斗2升9合9勺9才7撮)・川向村 (77石6斗6升9合9勺9才8撮)・宮石村 (194石4斗0升4合9勺9才9撮)・奥山田村 (112石8斗9升7合0勺0才3撮)・奥殿村 (500石6斗1升5合9勺9才7撮)・丹坂村 (116石7斗0升7合0勺0才1撮)・恵田村 (296石3斗9升8合0勺1才0撮)		
- - 加茂郡のうち - 28村

宮口村 (112石1斗5升0合0勺0才2撮)・菊田村 (0石6斗9升0合0勺0才0撮)・大坪村 (274石9斗6升7合9勺8才7撮)・大垣内村 (72石8斗7升6合9勺9才9撮)・中垣内村 (158石7斗4升4合0勺0才3撮)・二井寺村 (40石2斗4升5合9勺9才8撮)・国閑村 (87石9斗9升09勺9才7撮)・下屋敷村 (68石0斗6升6合0勺0才2撮)・月畑村 (12石0斗0升0合0勺0才0撮)・大給村 (61石5斗9升4合0勺0才2撮)・大田村 (98石3斗6升7合9勺9才6撮)・大井村 (83石9斗8升7合0勺0才0撮)・南細田村 (87石1斗3升9合9勺9才9撮)・中村 (74石2斗4升2合9勺9才6撮)・茅原村 (63石9斗5升7合0勺0才1撮)・下国谷村 (152石7斗1升8合0勺0才2撮)・七売村 (86石6斗9升6合9勺9才9撮)・桑原田村 (56石4斗0升3合0勺0才0撮)・下佐切村 (37石3斗4升0合0勺0才0撮)・足原村 (50石2斗5升9合9勺9才8撮)・押手村 (129石5斗2升2合9勺9才5撮)・漆畠村 (42石5斗0升0合0勺0才0撮)・能見村 (127石9斗1升5合0勺0才1撮)・東加塩村 (160石8斗3升7合0勺0才6撮)・二口村 (33石3斗2升6合0勺0才0撮)・大津村 (81石6斗9升7合9勺9才8撮)・椿木村 (64石7斗2升2合0勺0才0撮)・歌石村 (78石0斗5升1合0勺0才3撮)